# Tromboelastografia
La tromboelastografia (TEG) è un metodo diagnostico, utilizzato in medicina, per testare l'efficienza della coagulazione del sangue. Si tratta di un test principalmente utilizzato in chirurgia e anestesiologia. Gli esami più comuni per la valutazione della coagulazione del sangue includono il tempo di protrombina e il tempo di tromboplastina parziale che misurano la funzione dei fattori di coagulazione, ma la TEG è anche in grado di valutare la funzionalità piastrinica, la forza del coagulo e la fibrinolisi, valori che gli altri test non sono in grado di fornire.

## Funzionamento
La tromboelastografia classica fu inizialmente proposta da Hartert nel 1948. Questa tecnica prevede che un piccolo campione di sangue venga prelevato dal paziente in esame e ruotato delicatamente avanti e indietro per un tempo di rotazione di 6 minuti. Il campione è posto in una cuvetta che attiva la coagulazione. Grazie ad un sensore viene misurata la variazione di elasticità. La velocità con la quale il campione coagula dipende dall'attività del sistema di coagulazione, dalla funzionalità piastrinica, dalla fibrinolisi e da altri fattori che possono essere influenzati da fattori genetici, malattie e assunzione di farmaci. Il cambiamento nella resistenza ed elasticità nel coagulo forniscono informazioni su quanto il sangue sia in grado di eseguire l'emostasi e quanto bene o male i diversi fattori contribuiscano alla formazione del coagulo.
Quattro valori che rappresentano la formazione del coagulo sono determinati da questo test: il tempo di reazione (R), il valore di K, l'angolo e l'ampiezza massima (MA). Il valore R rappresenta il tempo che ci mette a rilevare la prima evidenza di un coagulo. Il valore K è il tempo che va dalla fine di R fino a che il coagulo non raggiunge i 20 mm e questo rappresenta la velocità di formazione del coagulo. L'angolo è la tangente della curva fatta da K e offre informazioni simili a K. L'MA è un indicatore della forza del coagulo. Una formula matematica può essere utilizzata per determinare un indice di coagulazione (IC) o valutazione complessiva coagulabilità, che tiene conto del contributo relativo di ciascuno di questi quattro valori in una equazione.